# Доротищенська сільська рада
Доротищенська сільська рада — адміністративно-територіальна одиниця та орган місцевого самоврядуванняу Ковельському районі Волинської області з центром у селі Доротище.

## Населені пункти
Сільській раді підпорядковані населені пункти:
- с. Доротище
- с. Гішин

## Склад ради
Сільська рада складається з 14 депутатів та голови. Склад ради: 7 депутатів (50.0 %) — самовисуванці, 5 депутатів (35.7 %) — висувалися від Української Народної Партії, 2 депутати  (14.3 %)— від Народної Партії. 

## Керівний склад сільської ради
| ПІБ                       | Основні відомості                                                                                  | Дата обрання | Дата звільнення |
| ------------------------- | -------------------------------------------------------------------------------------------------- | ------------ | --------------- |
| Броїло Андрій Петрович    | Сільський голова, 1974 року народження, освіта, член Української Народної Партії                   | 26.03.2006   | 31.10.2010      |
| Денисюк Анатолій Іванович | Сільський голова, 1974 року народження, освіта середня спеціальна, безпартійний                    | 31.10.2010   | 09.09.2012      |
| Галаша Валерій Сергійович | Сільський голова, 1964 року народження, освіта вища, член Всеукраїнського об'єднання «Батьківщина» | 09.09.2012   |                 |

Примітка: таблиця складена за даними джерела

## Населення
Населення сільської ради згідно з переписом населення 2001 року становить 848 осіб. Рада була утворена в 1945 році. 
| Населенні пункти  | 2001 рік | 1987 рік |
| ----------------- | -------- | -------- |
| Гішин             | 380      | 380      |
| Доротище          | 468      | 1,000    |
| Сукупне населення | 848      | 1,380    |

### Мова
Розподіл населення за рідною мовою за даними перепису 2001 року:
| Мова       | Відсоток |
| ---------- | -------- |
| українська | 99,41 %  |
| російська  | 0,59 %   |

## Географія
Територією сільської ради протікає річка Турія та її притока річечка Рудка, яка впадає до Турії біля села Гішин. Посеред села Доротище лежить Доротищенське озеро.